# Il minestrone
Pour plus de détails, voir Fiche technique et Distribution.
Il minestrone est un film italien réalisé par Sergio Citti, sorti en 1981.

## Synopsis
Trois personnes solitaires se rencontrent à Rome Ce sont deux promeneurs et un criminel connu pour avoir mangé dans plusieurs restaurants et rôtisseries de Rome sans jamais payer. Ils dînent ensemble dans un petit restaurant et quittent le local sans payer. Mais après quelques mètres, ils tombent dans une flaque puante qui les pousse à rejecter leur dîner. Ensuite, ils se réfugient dans un wagon de marchandises. Le train bouge, de façon qu'ils se lèvent le jour suivant dans un village isolé en Toscane, au milieu des Apénnines.

## Fiche technique
- Titre : Il minestrone
- Réalisation : Sergio Citti
- Scénario : Sergio Citti et Vincenzo Cerami
- Musique : Nicola Piovani
- Photographie : Dante Spinotti
- Montage : Nino Baragli
- Société de production : Rai et Medusa Distribuzione
- Pays :  Italie
- Genre : Comédie dramatique
- Durée : 104 minutes
- Dates de sortie : 
  -  Italie : 2 mai 1981

## Distribution
- Roberto Benigni : Maestro
- Franco Citti : Francesco
- Ninetto Davoli : Giovanni
- Daria Nicolodi : Eleonora
- Fabio Traversa : Cameriere
- Francesca Rinaldi : Bambina
- Olimpia Carlisi : Becchina
- Franco Javarone : Assaggiatore
- Giorgio Gaber : Lui
- Guerrino Crivello : Maggiordomo
- Pietro De Silva : Autista
- Giulio Farnese : Gildo
- Cristina Noci : Cuoca
- Loris Zanchi : Fattore
- Antonino Faà di Bruno : Marchese

## Distinctions
Le film a été présenté en sélection officielle en compétition lors de Berlinale 1981,.